# 高地脳浮腫
高地脳浮腫（こうちのうふしゅ、 英: High-altitude cerebral edema、HACE）は、高地の影響で脳が腫れる疾患である。症状には、協調運動障害や混乱などが多くあげられる。多くの場合、発症前には頭痛、睡眠障害、吐き気、食欲不振などの急性高山病の症状がみられる。発作や高地肺水腫の発症につながる場合がある。
発症は、標高4,000メートル (13,000 ft)以上で2日後におこるの一般的であるが、標高2,500メートル (8,200 ft)でも発症する場合がある。危険因子としては、急激な標高の上昇、高地での激しい運動、高山病の既往歴などがあげられる。根本的な機序としては、低酸素による血管拡張、毛細血管からの漏出、血液脳関門の障害が関与していると考えられる。診断は症状に基づいておこなわれる。
治療は迅速に標高を下げることである。下降が不可能な場合、酸素、デキサメタゾン、または携帯型高圧酸素室が使用される場合がある。予防方法としては、寝る場所の標高を徐々に高くしていくことである。医薬品のアセタゾラミドも予防に用いられている。
HACEはまれな疾患であり、標高4,000メートル (13,000 ft)以上に登る人の1％未満に発症する。一般的に女性よりも男性に多くみられる。発症から24時間以内に死亡することもある。HACEが明確に説明されたのは1913年にトーマス・レイヴンヒル（Thomas Ravenhill）によるのが最初である。